# Зідрашко Іван Сидорович
Іван Сидорович Зідрашко (?, тепер Кіровоградська область — ?) — український радянський діяч, голова колгоспу «Україна» Новоукраїнського району Кіровоградської області. Депутат Верховної Ради СРСР 2-го скликання.

## Життєпис
Народився в селянській родині.
Член ВКП(б).
На 1945—1958 роки — голова колгоспу «Україна» села Новоєгорівки Новоукраїнського району Кіровоградської області.
Потім — на пенсії.

## Нагороди
- орден Леніна (26.02.1958)
- медалі